# Patrick Galbraith (hockeista su ghiaccio)
Patrick Galbraith (Haderslev, 11 marzo 1986) è un hockeista su ghiaccio danese di ruolo portiere.

## Carriera
Figlio d'arte (il padre George Galbraith, canadese e anch'egli portiere, era giunto in Danimarca nel 1977, giocando per 19 stagioni con il Vojens IK e con la nazionale danese), ha giocato - oltre che nella Metal Ligaen, in alcuni dei maggiori campionati europei: in Svezia con il Frölunda e il Karlskrona (oltre ad aver vestito le maglie di IF Björklöven, Leksand e Oskarshamn in seconda serie); in Slovacchia con lo Slovan Bratislava; in Finlandia con gli Espoo Blues; in Germania coi Krefeld Pinguine; in Gran Bretagna coi Nottingham Panthers.  
Con la maglia della nazionale ha giocato dieci edizioni dei mondiali ed ha fatto parte, sebbene senza scendere mai in campo, della selezione olimpica di Pechino 2022
Nel febbraio 2024 ha annunciato che si sarebbe ritirato al termine di quella stagione.

## Palmarès
- Campionato danese: 2

SønderjyskE: 2005-2006, 2008-2009
- Campionato slovacco: 1

Slovan Bratislava: 2011-2012
- IIHF Continental Cup: 1

SønderjyskE: 2019-2020